# Eimi Fukada
Eimi Fukada, (深田えいみ, Fukada Eimi) née le 18 mars 1998 à Tochigi, est une actrice et idole japonaise.

## Biographie
Avant ses débuts, elle était membre de deuxième génération du groupe d'idols B Girl Warrior Gofaiger sous le nom de Kokoro Amami. Après la dissolution du groupe, Amami souhaitait se lancer dans l'industrie du film pour adultes après avoir été attirée par des stars de la vidéo pour adultes telles que Kirara Asuka, Kana Momonogi et Minami Kojima,.
En février 2017, Amami a fait ses débuts en tant que star de cinéma pour adultes et est devenue une actrice exclusive pour le label Youth Seishun Jidai de SOD Create. Après la fin de sa carrière exclusive avec Youth en mai 2017, elle a pris une pause de six mois et a eu chirurgie plastique et augmentation mammaire pendant cette période.
En novembre 2018, elle a fait ses débuts à nouveau sous le nom d'Eimi Fukada. Elle a été choisie comme modèle de couverture pour le numéro d'avril 2019 du magazine FANZA,.
En février 2020, Fukada a remporté le Erodemy Award 2020 qui a été voté par les lecteurs du magazine Weekly Playboy. La même année, elle a été classée première dans la catégorie générale intitulée Meilleure actrice audiovisuelle pour l'hiver 2020, annoncée dans le numéro d'avril du magazine  Monthly Fanza .